# Jacob Moritz Blumberg
Jacob Moritz Blumberg (* 27. Juni 1873 in Posen; † 1955) war ein deutsch-jüdischer Chirurg und Gynäkologe. 
Blumberg studierte an der Universität Breslau, 1896 erhielt er seinen Doktortitel. Es folgten Forschungsarbeiten und die Weiterbildung in verschiedenen Fachgebieten in Breslau, so bei Johann von Mikulicz (Chirurgie), Albert Neisser (Dermatologie) und Albert Fraenkel (Gynäkologie). Blumberg arbeitete später in Berlin als Chirurg und Gynäkologe, im Ersten Weltkrieg diente er in der deutschen Armee. Mit dem Aufkommen des Nationalsozialismus verließ er Deutschland und emigrierte nach England.
Blumberg untersuchte Verfahren der chirurgischen Händedesinfektion, weiterhin entwickelte er einen Typ von Operationshandschuhen. Nach ihm ist auch das Blumberg-Zeichen benannt, das er 1907 beschrieb.